# Hummuli (plaats)
Hummuli (Duits: Hummelshof) is een plaats in de Estlandse gemeente Tõrva, provincie Valgamaa. De plaats heeft de status van vlek (Estisch: alevik).
Hummuli lag tot in oktober 2017 in de gelijknamige gemeente, waarvan het de hoofdplaats was. In die maand ging de gemeente op in de gemeente Tõrva.

## Bevolking
De ontwikkeling van het aantal inwoners blijkt uit het volgende staatje:
| Jaar            | 2000 | 2011 | 2019 | 2021 |
| --------------- | ---- | ---- | ---- | ---- |
| Aantal inwoners | 432  | 310  | 282  | 291  |

## Geografie
Langs de westgrens van Hummuli loopt de Põhimaantee 6, de hoofdweg van Pärnu via Valga naar de grens met Letland. Langs de oostgrens loopt de rivier Väike-Emajõgi. De beek Hummuli oja komt op de grens tussen Hummuli en het dorp Ransi op de rivier uit.
De plaats heeft een basisschool en een bibliotheek. Hummuli ligt in een heuvellandschap met voor Estische begrippen hoge toppen (tot 120 meter).

## Geschiedenis
Hummuli werd in 1226 genoemd als ‘gebied Humularia’. In 1470 kreeg Goswin Anrep een stuk land in de Wacke to Hummell in leen. Een Wacke was een administratieve eenheid voor een groep boeren met gezamenlijke verplichtingen. Daaruit ontstond het landgoed Hummelshof. In 1624 werd het Hummels Guetlein genoemd.  In de tijd van het Hertogdom Lijfland verviel het landgoed aan de staat, maar in 1624 werd het vergeven aan Jakob De la Gardie. In 1702 versloegen de Russen onder Boris Sjeremetev de Zweden in de Slag bij Hummelshof. Vanaf 1712 waren Hummuli en de rest van Lijfland voor lange tijd Russisch.
Vanaf het eind van de 17e eeuw tot in 1823 was het landgoed in handen van de familie von Reutz. In de tweede helft van de 19e eeuw was de familie von Samson-Himmelstjerna de eigenaar. Die liet in de jaren 1860 een landhuis in neogotische stijl met een achthoekige hoektoren bouwen. In 1914 kwam het landgoed in handen van graaf Ermes von Berg.
In 1919 en 1920 werden vrijwel alle landgoederen door het onafhankelijk geworden Estland onteigend. Hummuli ontsprong de dans, omdat de toenmalige eigenaar, graaf von Berg, het Finse staatsburgerschap bezat. Pas in 1929 verwierf Estland de eigendom van het landgoed en ontstond een nederzettng in de buurt van het vroegere landhuis, dat vanaf 1930 gebruikt werd als school. In 1977 kreeg de nederzetting de status van vlek.
In het park rond het vroegere landhuis staan 79 verschillende soorten bomen.
De oorsprong van de naam is onduidelijk. Hij zou afgeleid kunnen zijn van humal, Estisch voor hop.

## Foto's

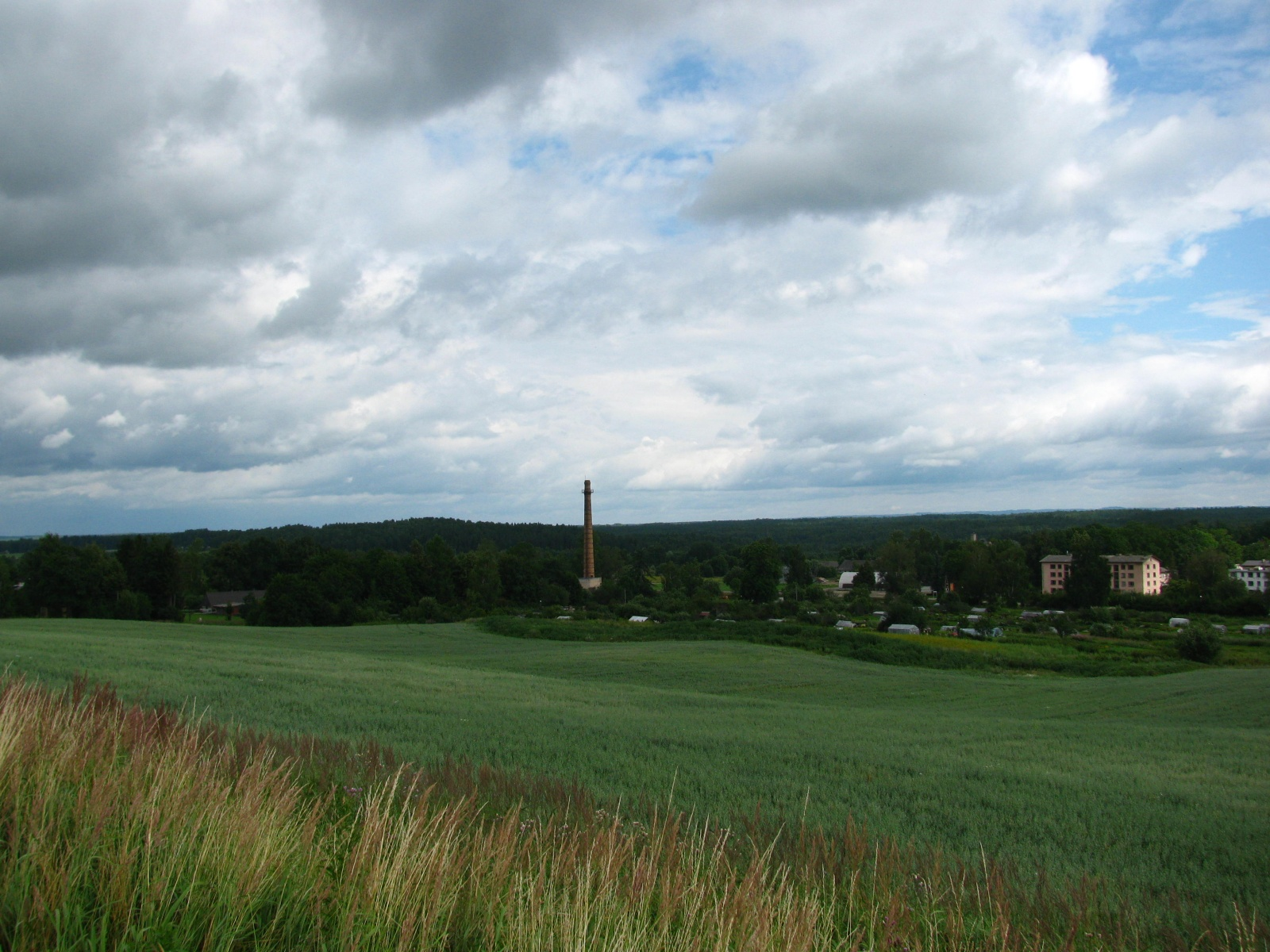
Gezicht op Hummuli
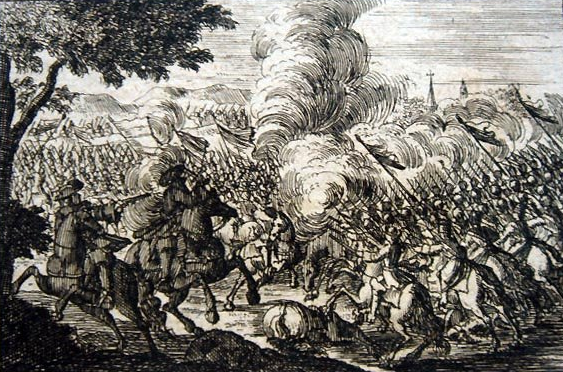
De slag bij Hummelshof, kopergravure uit 1733
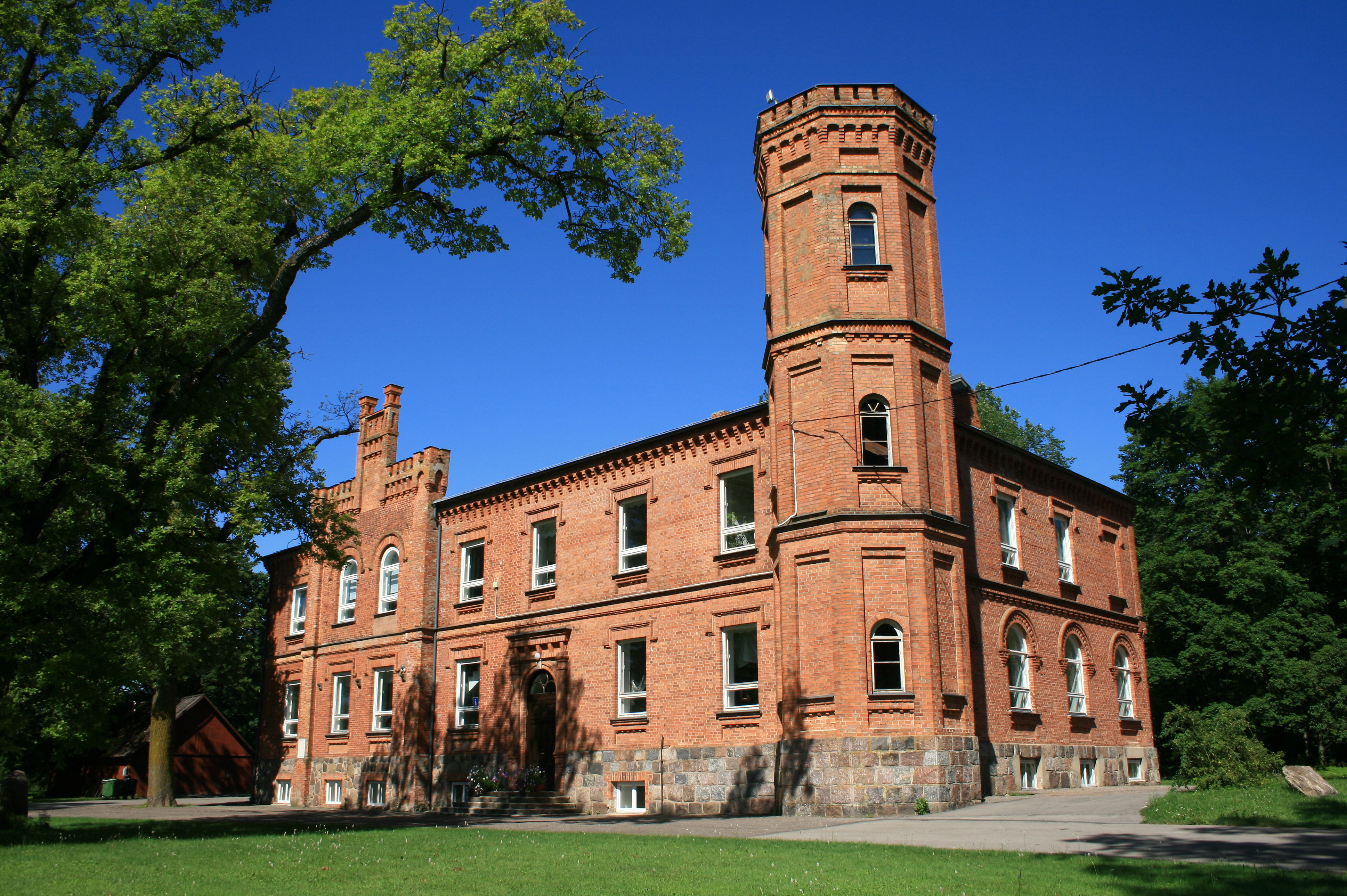
Het landhuis